# Jonas Winnerstedt
Jonas Winnerstedt (tidigare Rajerus), född 1650 i Gistads församling, Östergötlands län, död 11 maj 1700 i Konungsunds församling, Östergötlands län, var en svensk präst.

## Biografi
Winnerstedt föddes 1650 i Gistads församling. Han var son till kyrkoherden därstädes. Winnerstedt blev 1671 student vid Uppsala universitet och inskrevs i universitets matrikel 5 juni 1672. Han prästvigdes 20 juli 1677 till krigspräst vid Östgöta infanteriregemente. Winnerstedt blev 1678 adjunkt i Konungsunds församling och 1684 kyrkoherde i församlingen. Han avled 1700 i Konungsunds församling och begravdes 7 juni samma år.

### Familj
Winnerstedt gifte sig 1680 med Maria Grotte (1659–1708). Hon var dotter till kyrkoherden Olavus Thoreri Grotte och Brita Jönsdotter i Konungsunds församling. De fick tillsammans barnen auditören Nils Winnerstedt (död 1717) vid Östgöta infanteriregemente, Brita Winnerstedt som var gift med kyrkoherden Johannes Wretander i Konungsunds församling och A. Torpadius i Hägerstads församling, kyrkoherden Olof Winnerstedt i Sövde församling, Eric Winnerstedt (1687–1698) och en son (död 1690).